# Lijst van nummer 1-albums in de Nederlandse Album Top 100 in 1984
Onderstaande albums stonden in 1984 op nummer 1 in de Nationale Hitparade LP Top 50, de voorloper van de huidige Nederlandse Album Top 100. Wekelijks verzamelde bureau Intomart gegevens voor het samenstellen van de lijst onder auspiciën van Buma/Stemra.
| Nummer | Datum        | Artiest                  | Titel                             |
| ------ | ------------ | ------------------------ | --------------------------------- |
| 186    | 7 januari    | UB40                     | Labour of love                    |
| 182    | 14 januari   | Michael Jackson          | Thriller                          |
| 193    | 21 januari   | Paul Young               | No parlez                         |
|        | 28 januari   | Paul Young               | No parlez                         |
|        | 4 februari   | Paul Young               | No parlez                         |
|        | 11 februari  | Paul Young               | No parlez                         |
|        | 18 februari  | Paul Young               | No parlez                         |
|        | 25 februari  | Paul Young               | No parlez                         |
|        | 3 maart      | Paul Young               | No parlez                         |
| 194    | 10 maart     | Golden Earring           | N.E.W.S.                          |
| 195    | 17 maart     | The Alan Parsons Project | Ammonia Avenue                    |
| 194    | 24 maart     | Golden Earring           | N.E.W.S.                          |
| 196    | 31 maart     | Dire Straits             | Alchemy - Dire Straits live       |
| 189    | 7 april      | Lionel Richie            | Can't slow down                   |
|        | 14 april     | Lionel Richie            | Can't slow down                   |
|        | 21 april     | Lionel Richie            | Can't slow down                   |
|        | 28 april     | Lionel Richie            | Can't slow down                   |
|        | 5 mei        | Lionel Richie            | Can't slow down                   |
|        | 12 mei       | Lionel Richie            | Can't slow down                   |
|        | 19 mei       | Lionel Richie            | Can't slow down                   |
| 197    | 26 mei       | Roger Waters             | The pros and cons of hitch hiking |
| 198    | 2 juni       | Queen                    | The works                         |
| 199    | 9 juni       | Duran Duran              | Seven and the ragged tiger        |
|        | 16 juni      | Duran Duran              | Seven and the ragged tiger        |
|        | 23 juni      | Duran Duran              | Seven and the ragged tiger        |
|        | 30 juni      | Duran Duran              | Seven and the ragged tiger        |
|        | 7 juli       | Duran Duran              | Seven and the ragged tiger        |
| 200    | 14 juli      | Spandau Ballet           | Parade                            |
|        | 21 juli      | Spandau Ballet           | Parade                            |
|        | 28 juli      | Spandau Ballet           | Parade                            |
|        | 4 augustus   | Spandau Ballet           | Parade                            |
|        | 11 augustus  | Spandau Ballet           | Parade                            |
| 201    | 18 augustus  | Sade                     | Diamond life                      |
|        | 25 augustus  | Sade                     | Diamond life                      |
|        | 1 september  | Sade                     | Diamond life                      |
|        | 8 september  | Sade                     | Diamond life                      |
|        | 15 september | Sade                     | Diamond life                      |
|        | 22 september | Sade                     | Diamond life                      |
|        | 29 september | Sade                     | Diamond life                      |
|        | 6 oktober    | Sade                     | Diamond life                      |
| 202    | 13 oktober   | David Bowie              | Tonight                           |
| 203    | 20 oktober   | U2                       | The unforgettable fire            |
| 204    | 27 oktober   | Prince & The Revolution  | Purple rain                       |
|        | 3 november   | Prince & The Revolution  | Purple rain                       |
|        | 10 november  | Prince & The Revolution  | Purple rain                       |
| 205    | 17 november  | Wham!                    | Make it big                       |
|        | 24 november  | Wham!                    | Make it big                       |
| 206    | 1 december   | Kinderen voor Kinderen   | Kinderen voor Kinderen 5          |
|        | 8 december   | Kinderen voor Kinderen   | Kinderen voor Kinderen 5          |
|        | 15 december  | Kinderen voor Kinderen   | Kinderen voor Kinderen 5          |
|        | 22 december  | Kinderen voor Kinderen   | Kinderen voor Kinderen 5          |
| 207    | 29 december  | Koos Alberts             | Koos Alberts                      |